# Plebs
Plebs este un serial britanic de comedie difuzat de ITV2. A fost difuzat pentru prima dată în martie 2013 și este produs de Tom Basden, Caroline Leddy, Sam Leifer și Teddy Leifer. În rolurile principale joacă Tom Rosenthal, Jonathan Pointing (începând cu sezonul 4) și Ryan Sampson ca tineri rezidenți ai Romei Antice. Joel Fry l-a jucat pe Stylax în sezoanele 1-3. Formatul serialului a fost comparat cu The Inbetweeners, Up Pompeii și Blackadder. Primul sezon, care cuprinde șase episoade, a fost difuzat între 25 martie și 22 aprilie 2013. Patru sezoane ulterioare de opt episoade fiecare au fost difuzate fiecare în perioada 22 septembrie - 3 noiembrie 2014, între 4 aprilie și 16 mai 2016 și între 9 aprilie și 21 mai 2018. Un al cincilea sezon a fost comandat, iar Rosenthal, Sampson și Pointing își reiau rolurile. Filmările pentru al cincilea sezon au început pe 20 mai 2019 și s-au încheiat pe 13 iulie 2019 și va fi difuzat începând cu 30 septembrie 2019. 
Spectacolul folosește în mod comic și anacronic discursuri și concepte moderne într-un cadru istoric și folosește predominant muzica ska/rocksteady pentru generice și ca muzică de fundal. 

## Sinopsis
Spectacolul urmărește inițial povestea lui Marcus și Stylax și sclavul lor, Grumio, în viața de zi cu zi din Roma Antică. Marcus și Stylax lucrează în scriptorium la o companie de cereale împreună cu managerul lor Flavia, cărăușul de apă Aurelius și purtătorul de cuvânt Claudius. Ei locuiesc alături de doi britanici: Cynthia, o actriță aspirantă, și sclava ei Metella. În sezonul 3, Cynthia și Metella sunt înlocuite cu o femeie din Galia numită Delphine, care începe o relație tulburătoare cu Marcus. 
În al patrulea sezon, Stylax (care a fost ucis în scena de deschidere a primului episod) este înlocuit cu un nou personaj, Jason, interpretat de Jonathan Pointing, iar Aurelius devine personaj principal. Cei patru încearcă să conducă un bar într-o toaletă publică renovată. 

## Distribuție
În tabelul de mai jos sunt enumerate doar personajele principale și recurente. 
| Personaj                        | Sezoane            | Sezoane            | Sezoane            | Sezoane           | Sezoane           |
| Personaj                        | 1                  | 2                  | 3                  | 4                 | 5                 |
| ------------------------------- | ------------------ | ------------------ | ------------------ | ----------------- | ----------------- |
| Marcus Phillipus Valerius Gallo | Tom Rosenthal      | Tom Rosenthal      | Tom Rosenthal      | Tom Rosenthal     | Tom Rosenthal     |
| Stylax Rufus Eurisces           | Joel Fry           | Joel Fry           | Joel Fry           |                   |                   |
| Grumio                          | Ryan Sampson       | Ryan Sampson       | Ryan Sampson       | Ryan Sampson      | Ryan Sampson      |
| Aurelius                        | Tom Basden         | Tom Basden         | Tom Basden         | Tom Basden        |                   |
| Proprietar                      | Karl Theobald      | Karl Theobald      | Karl Theobald      | Karl Theobald     |                   |
| Flavia                          | Doon Mackichan     | Doon Mackichan     | Doon Mackichan     | Doon Mackichan    |                   |
| Davus                           |                    | Tom Davis          | Tom Davis          | Tom Davis         |                   |
| Proprietăreasă                  |                    |                    | Maureen Lipman     | Maureen Lipman    |                   |
| Jason Brindisi                  |                    |                    |                    | Jonathan Pointing | Jonathan Pointing |
| Gloria                          |                    |                    |                    | Ellie Taylor      |                   |
| Cynthia Cogidubna               | Sophie Colquhoun   | Sophie Colquhoun   |                    |                   |                   |
| Metella                         | Lydia Rose Bewley  | Lydia Rose Bewley  |                    |                   |                   |
| Claudius                        | Adrian Scarborough | Adrian Scarborough |                    |                   |                   |
| Cornelius                       |                    | Neil Stuke         |                    |                   |                   |
| Delphine                        |                    |                    | Bella Dayne        |                   |                   |
| Maya                            |                    |                    | Laura Elsworthy    |                   |                   |
| Gregory                         |                    |                    | Maximilien Seweryn |                   |                   |
| Paeon                           |                    |                    | Kim Wall           |                   |                   |

## Producție
Plebs este filmat la Nu Boyana Film Studios, Sofia, Bulgaria, precum 300: Ascensiunea unui imperiu, The Expendables și The Hitman's Bodyguard.

## Difuzare internațională
Plebs a avut premiera în Australia la 8 ianuarie 2015 pe ABC2 . 